# Amerykańskie Towarzystwo Zapobiegania Okrucieństwu wobec Zwierząt

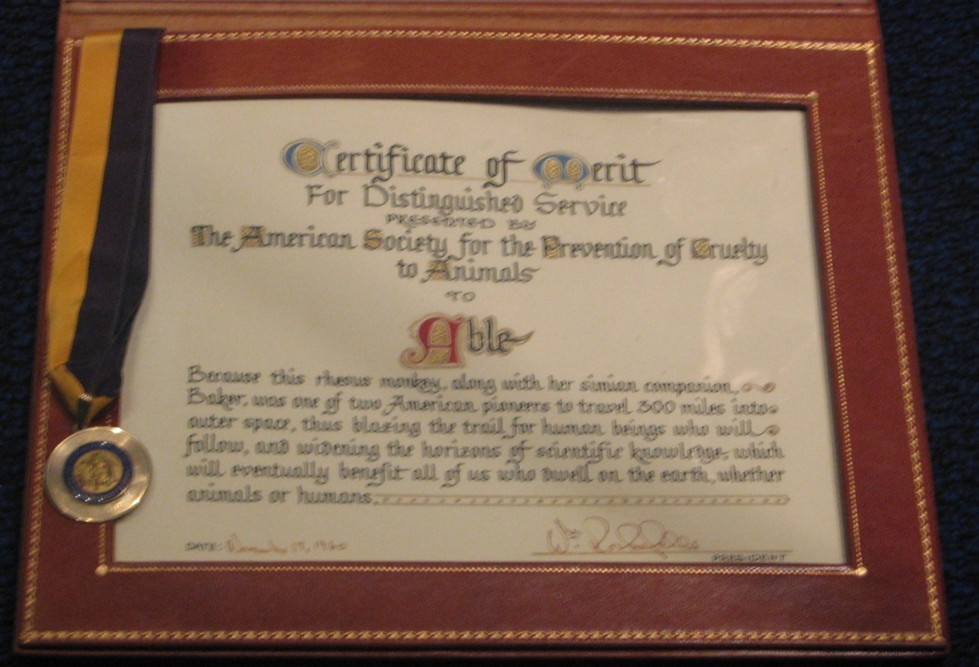
Certyfikat ASPCA

Amerykańskie Towarzystwo Zapobiegania Okrucieństwu Wobec Zwierząt (ang. The American Society for the Prevention of Cruelty to Animals, ASPCA) – niedochodowa organizacja pomocy dla zwierząt założona w 1866 roku przez Henry'ego Bergha. Jej siedziba znajduje się na Manhattanie.

## Historia ASPCA

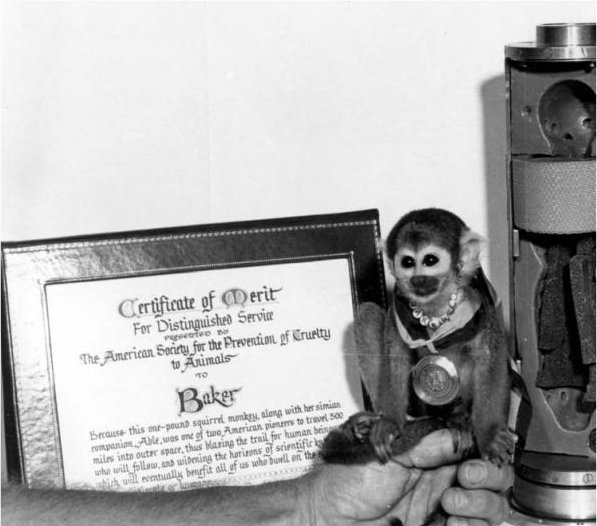
Małpka Miss Baker z Certyfikatem od ASPCA po udanym powrocie na Ziemię. Baker i jej towarzysz podróży Able byli pierwszymi zwierzętami, które powróciły żywe z kosmosu.

Organizacja ASPCA została założona 10 kwietnia 1866 przez Henry'ego Bergha – miłośnika zwierząt. Według założyciela organizacja miała zapewnić środki na działalność skierowaną na zapobieganie okrucieństwu wobec zwierząt w Stanach Zjednoczonych.
W 2006 roku organizacja ta obchodziła 140. rocznicę powstania. Uroczystość przebiegała pod hasłem Mission: Orange, a celem imprezy było propagowanie poszanowania dla zwierząt, adoptowania ich, ograniczenia eutanazji zwierzęcej i ukazywania pozytywnych cech kontaktu z nimi.